# یاهو! اسپورتس
یاهو! اسپورت (به انگلیسی: Yahoo! Sports) یا یاهو! ورزشی، یک روزنامه برخط ورزشی ساخت یاهو! است که در ۸ دسامبر ۱۹۹۷ بنیان‌گذاری‌شد. این وب‌گاه نویسندگانی را برای انتشار مطالب و مقالات ورزشی در آمریکای شمالی استخدام کرده‌است.